# Berta García
Berta García (Luanco, 12 de abril de 1982) es una exjugadora y entrenadora de rugby española.

## Trayectoria
Nació en la localidad asturiana de Luanco en 1982. En el 2010 ganó el Europeo de Rugby 7 y de Rugby XV y dos títulos en mundiales universitarios. Jugó en el Richmond inglés, en el Waikato Rugby de Nueva Zelanda, en el USAP de Perpiñán y en el Stade Toulousain.
García fue convocada en la selección femenina de España para la Copa del Mundo de Rugby 7 de 2013 en Rusia. Formó parte de la selección femenina de rugby 7 de España en los Juegos Olímpicos de Río de Janeiro 2016 en Brasil. También estuvo en su equipo en el Torneo Preolímpico Mundial Femenino de Rugby 7 2016 en Irlanda. Jugó para la selección nacional femenina de rugby de España en la Copa Mundial Femenina de Rugby de 2017.
Fue entrenadora de la sección de Rugby del Real Grupo de Cultura Covadonga y del Gijón Rugby Club femenino senior. Se convirtió en entrenadora de la Selección Asturiana y formadora de la Federación Española, consiguiendo en 2019 el subcampeonato de Europa de Rugby Playa.